# شاملو کاربند
شاملو کاربند (زادهٔ ۱ اردیبهشت ۱۳۲۱ در سنندج) موسیقی‌دان، نوازنده و آهنگساز اهل ایران است.

## زندگی هنری
شاملو کاربند (شاملو کیا)، ۱ اردیبهشت سال ۱۳۲۱ در سنندج متولد شد. مادرش از شاگردان درویش‌خان و مرتضی نی‌داوود بود و از ۵ سالگی نواختن ساز سه‌تار را به وی آموزش داد. او با شنیدن صدای ویلن ابوالحسن صبا و مهدی خالدی، به این ساز گرایش پیدا کرد. هنگامی که مادرش علاقهٔ او را به ویلن احساس کرد، یک ساز برای وی تهیه نمود و نزد یک مدرس ویلن با نام «به‌نام مراد بروخیم» نواختن این ساز و نت‌خوانی را فرا گرفت. او پس از ۲ سال در رادیو سنندج به تک‌نوازی ویلن پرداخت.
وی در سال ۱۳۳۶ در تهران ساکن شد و با راهنمایی و سفارش ابوالحسن صبا، به علی تجویدی معرفی شد. او به مدت ۶ سال نزد علی تجویدی، ردیف و آثار موسیقی ایرانی را آموخت و به عنوان دستیار او فعالیت نمود. وی همزمان به دانشگاه تهران راه یافت و مدرک لیسانس مهندسی شیمی را اخذ کرد. او تئوری موسیقی و سلفژ را نیز نزد «سیروس شهردار» آموخت و پس از پایان خدمت سربازی به عنوان کارشناس در وزارت بهداری استخدام شد. شاملو کاربند همچنین در دورهٔ اولِ هنرکدهٔ موسیقی (هنرستان عالی موسیقی ملی)، به ریاست مصطفی کمال پورتراب، لیسانس آهنگسازی خود را دریافت نمود. در این هنگام با معرفی علی تجویدی و فرهاد فخرالدینی، به عنوان نوازندهٔ ویلن اول و آهنگساز، همکاری خود را با ارکستر بزرگ رادیو تلویزیون ملی ایران آغاز کرد و به مدت ۴ سال، بیش از ۱۰۰ قطعهٔ موسیقی با صدای خوانندگان آن زمان اجرا نمود. او همچنین نواختن ویلن کلاسیک را نزد هویک هوسیان و هراچ ماکولیان آموخت.
او نخستین قطعهٔ خود با نام «بهار» را در اواخر دههٔ ۱۳۴۰ برای سیمین غانم آهنگسازی و ضبط کرد و پس از آن قطعاتی را برای خوانندگانی نظیر: سیما مافیها، سیما بینا، محمد منتشری و … ساخت. وی همچنین سرپرست و آهنگساز گروه موسیقی «شاملو» بوده‌است.
فربد مرصعی، سیامک خواهانی و شادمهر عقیلی از شاگردان او بوده‌اند. وی در سال ۱۳۸۳ به کانادا مهاجرت نمود و در شهر ونکوور به تدریس ادامه داد و پس از آن، هرسال برای آموزش شاگردان قدیمی‌اش به ایران سفر می‌کند. شبنم کاربند (لیسانی موسیقی و دکترای شهرسازی) و نسیم کاربند (دکترای موسیقی) فرزندان او هستند. وی به نواختن تار، سه‌تار و پیانو نیز آشنایی دارد.

## آثار هنری
از جمله آثار شاملو کاربند، می‌توان به موراد زیر اشاره نمود:
آثار مکتوب
- ردیف‌های کامل ماهور و شور برای ویلن و کمانچه[۹]
- ردیف کامل همایون (شامل ۴۲ گوشه) برای ویلن[۱۰]
- ۵۷ گوشه برای ویلن و کمانچه[۳]
- دستگاه نوا، روایت میرزا عبدالله و میرزا حسینقلی[۳]
- چهار مضراب شامل ۴۸ قطعه[۳]
- طراوت شبنم شامل ۵۴ قطعه[۱۱][۱۲]
- پیش‌درآمد، دو ضربی، چهار مضراب و رنگ[۳]
- کتاب «نسیم دل‌انگیز» شامل ۲۴ قطعه برای تار و سه‌تار[۳]
- کتاب «خاطرات سبز» شامل ۷۵ قطعهٔ جدید برای ویلن و کمانچه (به همراه سی دی)[۱۳][۱۴]

آثار صوتی
- مجموعه آثار ابوالحسن صبا در یک آلبوم (۵ کاست) انتشار ۱۳۷۳[۳]
- برگزیده‌ای از آثار بزرگان روح‌الله خالقی[۳]
- «مقام‌های موسیقی ایرانی» مجموعه آثار علی تجویدی (آلبوم موسیقی با ۱۱ عدد سی دی) انتشارات باربد ۱۳۹۳[۳]
- آلبوم موسیقی «جشن گلها» (تکنوازی)[۳]
- آلبوم موسیقی «قبلهٔ آمال» با صدای محمد منتشری[۱۵]
- «پایان جدایی»[۱۶]
- «خزان عشق»[۱۷]
- «بر بال فرشتگان»[۳]
- «چهار مضراب» (با سبک امیر بیداریان، پرویز صراف، شبنم شارک)[۳]
- «شور زندگی»[۱۸]
- «رنگ اندام»[۱۹]
- «گل آفرین»[۲۰]
- «دست انتقام» با شعر محمود شاهرخی و صدای رشید وطن‌دوست[۲۱]
- «برپا خیز» با صدای رشید وطن‌دوست[۲۲]